# Стела «Город воинской славы» (Туапсе)
Памятник-стела «Город воинской славы» установлен в городе Туапсе в парке городов-побратимов на Морском бульваре, в память о присвоении городу почётного звания «Город воинской славы».

## История памятника
История Туапсе тесно связана с обороной страны. Появлению города предшествовало основание в 1838 году в ходе Кавказской войны на восточном побережье Чёрного моря, у устья реки Туапсе, Вельяминовского форта Черноморской береговой линии, для воспрепятствования сношениям горцев с турками, особенно — торговле рабами и оружием. Во время гражданской войны (1917—1920) Туапсе несколько раз переходил из рук в руки, вследствие чего был сильно разрушен.
Но наибольшую известность получили события Великой Отечественной войны. Важную роль в стратегической Битве за Кавказ сыграла Туапсинская операция, с которой началось освобождение Кубани от немецко-фашистских захватчиков.
За мужество и стойкость, проявленные трудящимися в годы Великой Отечественной войны, и за успехи, достигнутые в хозяйственном и культурном строительстве, Указом Президиума Верховного Совета СССР от 6 мая 1981 года город был награждён орденом Отечественной войны I степени. А Указом Президента Российской Федерации от 5 мая 2008 г. № 557 Туапсе удостоен почётного звания Российской Федерации «Город воинской славы». 6 мая 2008 года в Московском Кремле состоялась церемония вручения грамот о присвоении звания городам, в числе которых был Туапсе.
В соответствии с Указом Президента РФ от 1 декабря 2006 года № 1340, в каждом городе, удостоенном этого высокого звания, устанавливается стела, посвященная этому событию. Открытие стелы состоялось 8 мая 2012 года. В торжественной церемонии приняли участие ветераны Великой Отечественной войны, представители администрации города и Краснодарского края, гости из Брюховецкого, Красноармейского районов и Кемеровской области.	Почётное право открыть стелу было предоставлено вице-губернатору Вадиму Лукоянову.
Архитектурно-скульптурное решение памятной стелы «Город воинской славы» утверждено Российским организационным комитетом «Победа» по результатам открытого всероссийского конкурса, в котором в 2008 году победил проект авторского коллектива в составе: Заслуженный архитектор России, действительный член Международной академии архитектуры И. Н. Воскресенский, архитекторы Г. А. Ишкильдина, В. В. Перфильев, Заслуженный художник России, член-корреспондент Российской академии художеств, скульптор С. А. Щербаков.
Монумент представляет собой одиннадцатиметровую гранитную колонну дорического ордера, увенчанную гербом Российской Федерации из позолоченной бронзы. Установлена колонна на постаменте в центре квадратной площади. На передней части постамента расположен картуш с текстом указа Президента Российской Федерации о присвоении городу звания «Город воинской славы», с тыльной стороны постамента — бронзовый картуш с изображением герба города. По углам площади установлены скульптурные барельефы. К стеле ведёт аллея Героев Советского Союза, которые защищали Туапсе в годы Великой Отечественной войны.
20 апреля 2011 года поступила в обращение почтовая марка, а 1 августа 2012 года в обращение была выпущена памятная монета «Город воинской славы Туапсе» номиналом 10 рублей. Ещё одним символом стал переданный в краеведческий музей Меч Победы, вручённый Туапсе, как и другим городам воинской славы, 9 июня 2022 года в зале Славы Музея Победы в парке Победы на Поклонной горе в Москве. Изготовленный в Златоусте меч покрыт золотом высшей 999,9 пробы и инкрустирован уральскими самоцветами — гранатами, символизирующими пролитую кровь, и голубыми топазами, которые считаются символом мира. Длина мечей составляет 1,2 метра, вес — более пяти килограммов. На клинке, украшенном растительным орнаментом, высечены знаменитые слова князя Александра Невского: «Кто с мечом к нам придет, тот от меча и погибнет». Ранее, в апреле 2015 года, аналогичные Мечи Победы были переданы на вечное хранение городам-героям.
- Изображение герба города воинской славы на монете
- Памятная марка, посвящённая городу воинской славы
- Общий вид расположения стелы в парке